# Francis Raymond Shea
Francis Raymond Shea (* 4. Dezember 1913 in Knoxville, Tennessee; † 18. August 1994) war ein US-amerikanischer Geistlicher und römisch-katholischer Bischof von Evansville.

## Leben
Francis Raymond Shea empfing am 19. März 1939 das Sakrament der Priesterweihe.
Am 1. Dezember 1969 ernannte ihn Papst Paul VI. zum Bischof von Evansville. Der Apostolische Delegat in den Vereinigten Staaten, Erzbischof Luigi Raimondi, spendete ihm am 3. Februar 1970 die Bischofsweihe; Mitkonsekratoren waren der Erzbischof von Indianapolis, George Joseph Biskup, und der Bischof von Nashville, Joseph Aloysius Durick.
Am 11. März 1989 nahm Papst Johannes Paul II. das von Francis Raymond Shea aus Altersgründen vorgebrachte Rücktrittsgesuch an.